# Armênia na Universíada de Verão de 2021
A Armênia participou da Universíada de Verão de 2021, que aconteceu em Chengdu, na China, entre 28 de julho e 8 de agosto de 2023.
Foram 14 atletas — 12 masculinos e dois femininos — em seis modalidades olímpicas e uma não olímpica — o wushu.

## Competidores
Estas foram as modalidades e atletas que disputaram a edição:
| Esporte             | Masculino | Feminino | Total |
| ------------------- | --------- | -------- | ----- |
| Atletismo           | 1         | 1        | 2     |
| Ginástica artística | 2         | 0        | 2     |
| Judo                | 2         | 0        | 2     |
| Natação             | 1         | 1        | 2     |
| Taekwondo           | 2         | 0        | 2     |
| Tiro                | 2         | 0        | 2     |
| Wushu               | 2         | 0        | 2     |
| Total               | 12        | 2        | 14    |

## Medalhas

### Medalhistas
Estes foram os medalhista desta edição:
| Medalha | Esporte   | Atleta            | Prova                    |
| ------- | --------- | ----------------- | ------------------------ |
| Bronze  | Atletismo | Yervand Mkrtchyan | Masculino – 1 500m       |
| Bronze  | Wushu     | Zhirayr Petrosyan | Masculino – Sanda – 52kg |

### Por modalidade
Estas foram as medalhas por modalidade nesta edição:
| Esporte   | Medalha de ouro | Medalha de prata | Medalha de bronze | Total de medalhas |
| --------- | --------------- | ---------------- | ----------------- | ----------------- |
| Atletismo | 0               | 0                | 1                 | 1                 |
| Wushu     | 0               | 0                | 1                 | 1                 |
| Total     | 0               | 0                | 2                 | 2                 |